# Боно (Јура)
Боно (фр. Bonnaud) насеље је и општина у источној Француској у региону Франш-Конте, у департману Јура која припада префектури Лон ле Соније.
По подацима из 2011. године у општини је живело 49 становника, а густина насељености је износила 29,7 становника/km². Општина се простире на површини од 1,65 km². Налази се на средњој надморској висини од 260 метара (максималној 216 m, а минималној 194 m).

## Демографија
| 1962. | 1968. | 1975. | 1982. | 1990. | 1999. | 2011. |
| ----- | ----- | ----- | ----- | ----- | ----- | ----- |
| 21    | 43    | 43    | 41    | 33    | 30    | 49    |

График промене броја становника у току последњих година